# Джонатан, Джойс
Джойс Джоната́н (фр. Joyce Jonathan; род. 3 ноября 1989 года в Леваллуа-Перре) — французская певица, автор-исполнитель.
Как пишет музыкальный сайт AllMusic, она была одним из первых французских музыкантов, прославившихся благодаря интернету.

## Биография
Родилась 3 ноября 1989 года.
С раннего детства у неё проявился музыкальный талант. Начала играть на фортепиано в 5 лет, ещё через несколько лет стала играть на гитаре.
В 11 лет начала писать песни.
В 2007 году начала выкладывать свои песни на личную страничку на сайте MySpace.
К 2009 году Джойс была уже достаточно уверена в себе как автор и певица, чтобы показать свои демозаписи французской интернет-компании My Major Company, специализирующейся на предоставлении молодым неизвестным артистам возможности выставлять свои работы в интернете и просить финансовой помощи на их запись и издание у поклонников. Когда компания выложила несколько песен Джойс, песни народу понравились. Отправленные через сайт компании пожертвования вылились в сумму, достаточную для финансирования записи первого альбома.
В декабре 2009 года певица уже выпустила через интернет свой первый цифровой сингл «Je ne sais pas». Как пишет сайт AllMusic, эта песня, «спетая прозрачным, сладким голосом» и с «эмоционально резонирующими стихами», быстро обрела большую аудиторию.
В январе 2010 года в магазины поступил первый альбом Джойс, озаглавленный Sur mes gardes. Спродюсирован он был Луи Бертиньяком. Через 5 месяцев этот альбом был по продажам во Франции сертифицирован золотым.
Певица стала очень популярна во Франции, давала концерты в нескольких самых престижных французских концертных залах.

## Личная жизнь
В ранней юности непродолжительное время встречалась с будущим премьер-министром Франции Габриэлем Атталем. В шоу Chez Jordan на телеканале C8 она рассказала, что это была «детская любовь», «очень целомудренная».

## Дискография

### Студийные альбомы
| Год  | Альбом                    | Чарты | Чарты    | Чарты | Сертификация  |
| Год  | Альбом                    | FRA   | BEL (Wa) | SWI   | Сертификация  |
| ---- | ------------------------- | ----- | -------- | ----- | ------------- |
| 2010 | Sur mes gardes            | 17    | 43       | —     |               |
| 2013 | Caractère                 | 16    | 29       | —     |               |
| 2016 | Une place pour moi        | 24    | 41       | 66    | SNEP: Золотой |
| 2018 | On                        | 51    | 183      | —     |               |
| 2022 | Les p'tites jolies choses | 48    | 57       | —     |               |